# Christian Gottlieb Gilling
Christian Gottlieb Gilling (* 10. Dezember 1735 in Zittau; † 14. Januar 1789 in Zeuden) war ein deutscher lutherischer Theologe.

## Leben
Gilling besuchte das Gymnasium seiner Heimatstadt und bezog am 31. Mai 1756 die Universität Wittenberg, wo er ein Studium der Philosophie absolvierte und dabei Vorlesungen von Johann Friedrich Hiller in Dichtkunst, von Johann Georg Walther in Ethik, von Johann Daniel Ritter in Geschichte, von Karl Gottlob Sperbach in Philosophie, von Karl Daniel Freyberg in Logik und von Johann Daniel Titius sowie Georg Friedrich Baermann in Mathematik besuchte.
Am 17. Oktober 1758 erlangte Gilling den akademischen Grad eines Magisters der Philosophie, erwarb die Vorleseerlaubnis für Hochschulen am 17. Mai 1763 als Magister legens und wurde am 8. Dezember 1764 Adjunkt an der philosophischen Fakultät der Universität. Ein Studium der Theologie fortsetzend, wurde er 1766 Baccalaureus der Theologie. 1767 ging er als Pfarrer nach Zeuden, wo er bis zu seinem Lebensende wirkte.
Vor allem hat sich Gilling mit der Zeichnung des Inventars der Wittenberger Schlosskirche vor ihrer Zerstörung 1760 in bleibendem Gedächtnis gehalten und ist als theologischer Zweifler am Weltbild des Nikolaus Kopernikus bekannt.

## Werkauswahl
1. Diss. de ortu et progressu systematum mundi praecipuorum. Wittenberg 1763
2. Diss. de terra mobili an immobili. Wittenberg 1763
3. Diss. de argumentis, quibus motus terrae vel impugnatur vel defenditur. Wittenberg 1764
4. Diss. de scriptura sacra in astronomicis iuxta rei veritatem pronunciante. Wittenberg 1766